# Bernhard Peat
Bernhard Peat (* 1. Juli 1956) ist ein ehemaliger deutsch-US-amerikanischer Basketballspieler.

## Leben
Peat kam im Alter von acht Jahren aus seinem Geburtsland Deutschland in die Vereinigten Staaten und wuchs ab dann in Auburn in Kalifornien auf. Bis 1974 trieb er an der örtlichen Placer High School Basketball, American Football und Leichtathletik. Er galt lange als der beste Sportler, den die Schule jemals hervorgebracht hat. 2015 wurde er in die Sport-„Hall-of-Fame“ der Placer High School aufgenommen. Nachdem er die Schule 1974 verlassen hatte, trieb er diese drei Sportarten am Sierra College. Er ging danach an die University of California, schaffte aber aufgrund von Kniebeschwerden nicht den Sprung in die Basketball-Mannschaft. 1979 schloss er dort sein Sportstudium ab.
Er ging nach Deutschland und spielte in der Saison 1980/81 beim Bundesligisten BG DEK/Fichte Hagen, verpasste mit der Mannschaft jedoch den Klassenerhalt in der höchsten bundesdeutschen Liga. Peat blieb in der Bundesliga, indem er zum MTV 1846 Gießen wechselte. Er blieb zwei Jahre bei den Mittelhessen, bestritt von 1981 bis 1983 51 Spiele (17,2 Punkte/Spiel) für die Mannschaft und wechselte 1983 innerhalb der Liga zum USC Bayreuth. Später spielte Peat auch für den SSV Ulm, mit dem er 1988 den Aufstieg in die Bundesliga schaffte, und wo er der Liebling der Anhängerschaft war. Spätere Stationen waren Chemnitz und der Bundesligist SV Oberelchingen (1995/96).
Peat, der während seiner bis 1996 andauernden Karriere zeitweilig auch für Luzern in der Schweiz spielte, erzielte in der Bundesliga insgesamt 1832 Punkte.
Er ging in die USA zurück, dem Basketball blieb er unter anderem als Trainer der Mädchenmannschaft an der Placer High School treu.